# Танковая дивизия «Гольштейн»
Танковая дивизия «Гольштейн» (нем. Panzer-Division «Holstein») — тактическое соединение сухопутных войск вооружённых сил нацистской Германии. Принимала участие во Второй мировой войне.

## История
Сформирована в феврале 1945 года в районе Гиве — Хорсенс — Орхус (Ютландия) на основе частей 233-й резервной танковой дивизии и резервов 2-го военного округа. Сначала дивизия именовалась «Боевой группой танковой дивизии „Гольштейн“» и находилась под управлением командира 233-й резервной танковой дивизии Макса Фремерая. Дивизия «Гольштейн» имела в своём составе всего 45 танков и 80 бронетранспортёров: в несколько раз меньше, чем в обычной танковой дивизии вермахта.
Дивизия была срочно брошена в февральское наступление на Штаргард; после поражения обороняла Кольберг и вырвалась из окружения в последний момент. Позже в составе 3-й танковой армии удерживала западный берег Одера севернее Штеттина. В этот момент в дивизии оставалось всего 18 танков и 20—25 бронетранспортёров. Через несколько дней основная часть дивизии вошла в состав 18-й моторизованной дивизии, а штаб отправился в Лауэнбург, где на его основе сформировали танковую дивизию «Клаузевиц». Некоторые небольшие подразделения дивизии вернулись в Данию в состав 233-й резервной танковой дивизии.

## Командующие
- Генерал-лейтенант Макс Фремерай
- Полковник Эрнст Веллман

## Боевой состав
- 44-й танковый батальон (бывший 5-й резервный; 3 роты Pz IV, 1 рота StuG IV)
- 139-й моторизованный полк (бывший 83-й резервный моторизованный; 2 батальона)
- 142-й моторизованный полк (бывший 3-й резервный моторизованный; 3 батальона)
- 144-й артиллерийский полк (бывший 59-й резервный танковый артиллерийский дивизион; 3 батареи лёгкой артиллерии)
- 44-й разведывательный батальон
- 144-й дивизион истребителей танков
- 144-й зенитный артиллерийский дивизион
- 144-й сапёрный батальон (бывший 208-й резервный)
- 144-я рота связи (бывшая 1233-я танковая рота связи)

## Награждённые Рыцарским крестом Железного креста
- Вилли Мюллер, 14.04.1945 — майор, командир 144-го танкового сапёрного батальона